# Biłyk
Biłyk (в украинском издании также «Польский альбом») — седьмой студийный альбом украинской певицы Ирины Билык, выпущенный 5 июня 2002 года на лейблах Mamamusic Polska и Universal Music Polska в Польше. Практически все песни на альбоме исполнены на польском языке. 

## Об альбоме
Все песни изначально были написаны на украинском языке, но позже были переведены на польский Михалом Кужминским. Песни «Nie dziś» («Одинокая»), «Zaśnij» («Скажи)», «Deszcz» («Дощем») и «Bez nazwy» («Без назви») появились на предыдущих альбомах Билык. Текст песни «Sierota» («Бандуристе, орле сизий») был взят из стихотворения «Маркевичу» (1840) украинского писателя Тараса Шевченко.
Для продвижения альбома было выпущено несколько CD-синглов: «Kraina» («Страна»), «Anioł?» («Ты ангел») и «Droga» («Дорога»). На песни «Anioł?», «Не плач, Марічко» и «Droga» также были сняты видеоклипы.
В августе 2002 на польском фестивале музыкальных клипов Yach Film певица была удостоена специального приза от жюри за запись альбома Biłyk и дебюта на польской сцене.
Некоторые песни впоследствии появились на оригинальном языке на альбоме «Країна» в 2003 году.

## Список композиций
| №                   | Название              | Текст песни                  | Музыка                      | Длительность |
| ------------------- | --------------------- | ---------------------------- | --------------------------- | ------------ |
| 1.                  | «Droga»               | Михал Кужминский             | Сергей Доценко              | 3:39         |
| 2.                  | «Twoje dłonie»        | Михал Кужминский             | Сергей Доценко              | 4:03         |
| 3.                  | «Obcy ty»             | Михал Кужминский             | Ирина Билык                 | 4:21         |
| 4.                  | «Na białych morzach»  | Михал Кужминский             | Ирина Билык, Сергей Доценко | 4:23         |
| 5.                  | «Nie dziś»            | Михал Кужминский             | Ирина Билык                 | 4:13         |
| 6.                  | «Zaśnij»              | Михал Кужминский             | Евген                       | 3:47         |
| 7.                  | «Anioł?»              | Михал Кужминский             | Ирина Билык                 | 4:31         |
| 8.                  | «Deszcz»              | Михал Кужминский             | Ирина Билык                 | 3:34         |
| 9.                  | «Bez nazwy»           | Михал Кужминский             | Ирина Билык                 | 4:09         |
| 10.                 | «Sierota»             | Тарас Шевченко               | Александр Тищенко           | 5:44         |
| 11.                 | «Kraina»              | Михал Кужминский             | Ирина Билык                 | 3:51         |
| 12.                 | «Nie płacz, Mariczko» | Ирина Билык, Фёдор Млинченко | Ирина Билык                 | 5:04         |
| Общая длительность: | Общая длительность:   | Общая длительность:          | Общая длительность:         | 50:55        |

## Участники записи
- Ирина Билык — вокал, автор песен (3-5, 7-9, 11, 12), продакшн
- Сергей Доценко — автор песен (1, 2, 4), клавишные (1-5, 7-11), гитара (7), перкуссия (2), бэк-вокал (2-5, 7, 10), программирование (1-5, 7-11)
- Александр Тищенко — автор песен (10)
- Евген — клавишные (6), написание песен (6), запись (6), сведение (6), программирование (6)
- Виталий Телезин — запись (6), сведение (6)
- Михал Кужминский — автор песен (1-9, 11)
- Тарас Шевченко — автор песен (10)
- Фёдор Млинченко — автор песен (12)
- Олег Барабаш  — запись (11), сведение (11)
- Жан Болотов — клавишные, запись, сведение, программирование (11, 12)
- Сергей Добровольский — гитара (1-5, 7-11), запись (1-10, 12), сведение (1-10, 12)
- Михаил Алексеев — гитара (6)
- Виталий Савенко — бас-гитара (10)
- Эдуард Коссе — баян (7, 11, 12)
- Алик Фантаев — барабаны (6)
- Сергей Митрофанов — скрипка (6)
- Ростислав Буг — скрипка (6)
- Максим Симич — альт (6)
- Яков Душаков — виолончель (6)
- Олесь Журавчак — флейта (3, 11)
- Владимир Копот — труба (11, 12)
- Владимир Пушкарь — тромбон (12)
- Сергей Климченко — туба (12)

Альбом был записан на студиях Mamamusic и «Столица Звукозапись» в Киеве в период с 2001 по 2002 годы.